# Matt Berninger
Matthew Donald Berninger (Cincinnati, 13 februari 1971) is de leadzanger en tekstschrijver van de Amerikaanse indie rock band The National. 

## Persoonlijk
Berninger heeft in 1989 zijn middelbare school afgerond in Cincinnati. Hij studeerde grafisch vormgeving aan de Universiteit van Cincinnati, waar in 1991 hij zijn bandgenoot Scott Devendorf ontmoette en daarbij beste vrienden werden. In zijn dertiger jaren beëindigde Berninger zijn reclamecarrière om verder te gaan met The National.
Berninger is getrouwd met Carin Besser, zij heeft meerdere malen bijgedragen als songwriter en met achtergrondzang. Samen met Hope Hall en Andreas Burgess heeft Besser meegewerkt aan de muziekvideo van het nummer "Bloodbuzz Ohio". Berninger en Besser hebben samen een dochter genaamd Isla. 
Berninger heeft een broer, Tom (regisseur van Mistaken for Strangers, een documentaire over The National) en een zus, Rachel.

## Carrière
In 2014 startte hij samen met Brent Knopf een muziekproject genaamd EL VY. In 2019 kondigde hij aan dat hij een soloplaat ging uitbrengen onder de naam Serpentine Prison. In mei 2020 bracht hij het eerste en gelijknamige nummer uit van dit album.

## Discografie

### Albums
| Album met eventuele hitnotering(en) in de Nederlandse Album Top 100 | Datum van verschijnen | Datum van binnenkomst | Hoogste positie | Aantal weken | Opmerkingen |
| ------------------------------------------------------------------- | --------------------- | --------------------- | --------------- | ------------ | ----------- |
| Serpentine Prison                                                   | 16-10-2020            | 24-10-2021            | 28              | 2            |             |

| Album met hitnotering(en) in de Vlaamse Ultratop 200 albums | Datum van verschijnen | Datum van binnenkomst | Hoogste positie | Aantal weken | Opmerkingen |
| ----------------------------------------------------------- | --------------------- | --------------------- | --------------- | ------------ | ----------- |
| Serpentine Prison                                           | 16-10-2020            | 24-10-2021            | 1               | 17           |             |

### Singles
| Single met hitnotering(en) in de Vlaamse Ultratop 50 | Datum van verschijnen | Datum van binnenkomst | Hoogste positie | Aantal weken | Opmerkingen         |
| ---------------------------------------------------- | --------------------- | --------------------- | --------------- | ------------ | ------------------- |
| Walking on a String                                  | 18-10-2019            | 26-10-2019            | -               | -            | met Phoebe Bridgers |
| Serpentine Prison                                    | 26-05-2020            | 30-05-2020            | tip10           | -            |                     |
| Distant Axis                                         | 17-07-2020            | 24-10-2020            | tip41           | -            |                     |
| One More Second                                      | 10-09-2020            | 19-09-2020            | tip6            | -            |                     |
| Let It Be                                            | 13-02-2021            | 27-03-2021            | -               | -            |                     |